# Claudius Brosse
Pour les articles homonymes, voir Brosse.
Claudius Brosse (né le 16 novembre 1931 à Vienne en Isère et mort le 9 novembre 2011 à Valence) est un haut fonctionnaire français, préfet de région et trésorier-payeur général

## Biographie
Claudius Brosse fait ses premières études au Collège Ponsard, à Vienne, puis intègre la Faculté de Droit de Lyon. Licencié en droit, il suit les cours de l'Institut d'études politiques de Lyon, obtient le diplôme d'études supérieures en droit public et intègre l'ENA (1957-1959 ), promotion Vauban (celle de Jacques Chirac).
Il accomplit son service militaire du 15 avril 1955 au 10 juillet 1957, durant la guerre d'Algérie (1954-1962). 

### Fonctions
- Stagiaire ENA (1957)
- Chargé de mission au cabinet du préfet de Constantine (1959-1960), à Constantine
- Chef de cabinet (CC) du préfet de Tizi-Ouzou le 1er juin 1960[5], à Tizi-Ouzou
- Chargé de mission de 1962 à 1968 au cabinet de Georges Pompidou alors Premier ministre
- Préfet de la Lozère (1968), de la Drôme (1972), de la Sarthe (1975-1977)
- Préfet du Puy-de-Dôme, ex officio préfet de la région Auvergne (1977-1982), à Clermont-Ferrand
- Trésorier-payeur général (TPG) du Morbihan (1982-1985), de l'Aisne (1985-1986).
- Commissaire de la République (préfet) de la Côte-d'Or, ex officio commissaire de la République (préfet) de la région Bourgogne (1986-1987), à Dijon
- Président de la Mission interministérielle contre la toxicomanie (1987-1988)
- Chargé par le Premier ministre d'une mission sur la géothermie (1989-1993)
- Administrateur de la société Cluny Finance (1994-2000)
- Secrétaire général de la Confédération de l'artisanat et des petites entreprises du bâtiment (CAPEB) (1993-2000)

### Portrait
Pour Véronique Pradier, de l'Association Georges Pompidou, Claudius Brosse « constitue le parfait exemple de promotion sociale à l'échelle familiale : aïeux agriculteurs ou artisans, parents petits-bourgeois, lui-même haut fonctionnaire et membre du personnel politique ».
Jean-Yves Archer, fondateur du Cabinet Archer et ami du préfet de région, décrit ce dernier comme « un homme estimé et un haut fonctionnaire respecté par les pouvoirs gaulliste, pompidolien et giscardien ». Il signale également que son unique livre, L'État dinosaure, paru en 2000, valut à Claudius Brosse de passer à l'émission télévisée Apostrophes, « juste à la droite de l'animateur Bernard Pivot ».

## Distinctions
- Légion d'honneur : chevalier le 28 décembre 1977 et officier le 31 décembre 1992[5]
- Commandeur de l'ordre national du Mérite[8]
- Officier de l'ordre des Palmes académiques[8]
- Officier de l'ordre du Mérite agricole[8]
- Officier de l'ordre des Arts et des Lettres
- Médaille d'Afrique du Nord
- chevalier de l'Ordre du Nichan el Anouar (« ordre des Lumières ») qui est un ordre colonial français)

## Œuvres
- L'État dinosaure, Albin Michel, 2000